# 유호인
유호인 (兪好仁, 1445년 ∼ 1494년) 은 조선의 문신이자 시인이다. 자는 극기, 호는 임계, 본관은 고령이다. 김종직 문하에서 공부하였으며, 성종 때 문과에 급제하였다. 1486년 《동국여지승람》편찬에 참가했으며, 1490년 《유호인 시고》를 편찬하여 성종에게 옷감을 상으로 받았다. 그 후 합천 군수를 지내다가 병으로 죽었다. 그는 문장·시·글씨에도 뛰어나 당대의 '3절'로 불리었다.